# Ed Flanders
Ed Flanders (Minneapolis, 29 de dezembro de 1934 – Denny, 22 de fevereiro de 1995) foi um ator americano de cinema e televisão. É mais conhecido por interpretar o Padre Joseph Dyer em O Exorcista III e o Dr. Donald Westphall na série de TV St. Elsewhere.

## Filmografia
- The Legend of Lizzie Borden (1975)
- MacArthur (1977)
- Salem's Lot (1979)
- True Confessions (1981)
- St. Elsewhere (1982-1988)
- O Exorcista III (1990)
- The Perfect Tribute (1991)
- Citizen Cohn (1992)
- Message From Nam (1993)
- Bye Bye Love (1995)